# الكسندر كونينغهام
الكسندر كونينغهام (بالإنجليزية: Alexander Cunningham)‏ هو مجدف أسترالي، ولد في 9 يونيو 1936 في أستراليا الغربية في أستراليا.

## وصلات خارجية
- الكسندر كونينغهام على موقع الاتحاد الدولي للتجديف (الإنجليزية)
- الكسندر كونينغهام على موقع اللجنة الأولمبية الدولية (الإنجليزية)
- الكسندر كونينغهام على موقع أوليمبيديا (الإنجليزية)